# José Cruz Herrera
José Cruz Herrera (La Línea de la Concepción (Cádiz), 1 de octubre de 1890-Casablanca, 11 de agosto de 1972) fue un pintor orientalista español cuya obra giró en torno al retrato y al paisaje.
Trabajó en España, Uruguay, Argentina, Francia y especialmente en Marruecos, donde pasó gran parte de su vida en la ciudad de Casablanca que sirvió de inspiración para su amplia producción en pintura orientalista andaluza. Un centenar de obras de su colección pictórica puede contemplarse en el Museo Cruz Herrera situado en su ciudad natal.

## Años tempranos
Los abuelos de Cruz Herrera eran originarios de Cádiz y trabajaban en una prensa litográfica. Sus habilidades eran muy demandadas en Gibraltar, donde se fabricaba el rapé y vendía en sobres. Para cubrir la demanda de sobres impresos y etiquetas de embalaje, trasladaron su prensa a la comarca del Campo de Gibraltar. Les fue imposible residir en la colonia británica, ya que se requería un permiso especial, así que se asentaron en la ciudad española de La Línea de la Concepción fronteriza con Gibraltar. Día a día, como miles de trabajadores de aquella época, cruzaban la frontera para operar su prensa.
En 1889, el padre de Cruz Herrera, José de la Cruz García, se casó con una mujer linense, llamada Antonia Herrera Ramírez, la cual tenía 19 años y era la sobrina del primer alcalde de La Línea, siendo él mismo alcalde de la ciudad durante un corto periodo. Ocho meses más tarde, el 1 de octubre de 1890, nació Cruz Herrera como el primero de siete hermanos y recibió el mismo nombre que su abuelo y padre. Se le bautizó con el nombre de José María Remigio.

## Carrera artística

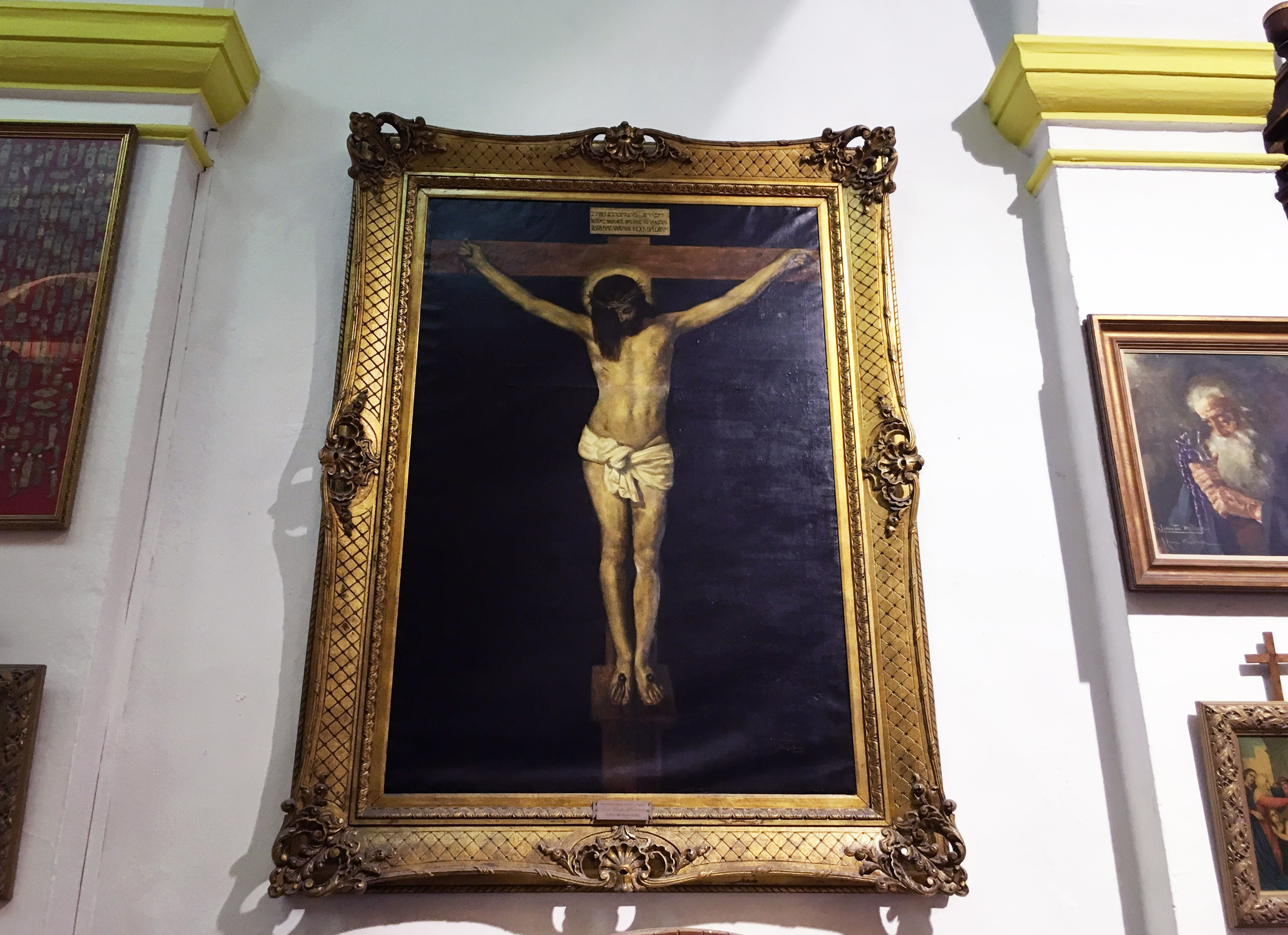
Cristo Crucificado de Velázquez por Cruz Herrera. Santuario de la Inmaculada Concepción.

Su interés por la pintura se manifestó desde pequeño, cuando le regalaron una caja de acuarelas debido a una enfermedad. Comenzó a copiar grandes obras de la pintura clásica de maestros tales como Velázquez, Murillo o Goya. Su talento como copista fue descubierto pronto y empezó su formación formal con el pintor Juan Aciego en Cádiz. Continuó sus estudios en la Escuela de Bellas artes de San Fernando en Madrid bajo la dirección de Cecilio Pla antes de serle otorgada una subvención para estudiar en París, y posteriormente en Roma en el año 1915. Ese mismo año, por el cuadro de la Capilla del Cristo de la Piedad de los Duques de Osuna recibió el tercer premio en la Exposición Nacional de Bellas artes en España. Posteriormente comenzaría a recibir muchas más menciones y premios en la exposición, incluyendo distinción en 1920, segundo puesto en 1924 y la consecución del primer puesto en 1926. También recibiría una medalla de plata por su contribución en una exposición internacional en Panamá. Cruz Herrera se concentró principalmente, en retratos y pintura paisajística, pero su éxito más profuso se debe a su faceta como un excelente pintor de escenas orientales y árabes, mostrando una excelente habilidad en la reproducción atmósferas y escenas costumbristas de Marruecos.
Cruz Herrera viajó a Montevideo en Uruguay y Buenos Aires en Argentina en 1922. Se trasladó al  Marruecos francés en 1929, donde trabajó en Casablanca durante varios años. Posteriormente estableció su estudio en Neuilly-sur-Seine, a las afueras de París, donde fue partícipe de exposiciones colectivas en 1934, 1935 y 1936 en el Salón de la Société Nationale de Bellas-Artes. También dio a conocer su obra a lo largo del tiempo en exposiciones exclusivamente dedicadas a él en ciudades como Madrid, Barcelona y Londres en 1912, Amberes en 1931, Casablanca en 1933, o París en 1934. Después del fin de la guerra civil española en 1939, pudo regresar a Marruecos. Al año siguiente, España le otorgó al pintor la cruz de los caballeros de la Orden de Isabel la Católica, seguido por el nombramiento como caballero en la Orden Civil de Alfonso X el Sabio en 1958. Siguió exponiendo regularmente durante el resto de su vida y en 1964 regaló un lienzo de grandes dimensiones representando a la Virgen de la Inmaculada para el Santuario de la Inmaculada Concepción de su ciudad natal, donde se puede contemplar en su lateral derecho. También regaló al santuario una reproducción de alta calidad pictórica del Cristo crucificado de Velázquez, que hubo de ser restaurada en el año 2008 debido a un lamentable estado de conservación, donde se intentaron recuperar los ángeles añadidos en actitud orante, los cual fue imposible ya que el párroco de aquella época los raspó al considerar que desvirtuaban la copia de Velázquez, produciendo un enfado mayúsculo en el pintor. Falleció el 11 de agosto de 1972 en Casablanca pero sus restos fueron trasladados a La Línea para ser enterrado en su ciudad de nacimiento.

## Obra
Durante su vida proyectó la construcción de un museo para la conservación y muestra de parte de sus obras las cuales llegaron a superar las cinco mil. En su colección de pintura orientalista con marcado estilo andaluz, se le suele asociar al pintor francés Jacques Majorelle especialista de renombre en esta corriente. Sus pinturas cotizan al alza, manteniéndose su interés desde la década de los años treinta, por la cual recibió numerosas condecoraciones y fundó junto a otros pintores El Grupo Velázquez. En el año 2015 uno de sus lienzos de gran formato, Fiesta Marroquí, obtuvo uno de los precios más altos en el mencionado año en las casas de subasta españolas, alcanzando el montante de cien mil euros sin impuestos incluidos y postulándose como su quinta obra más cara. Su obra de estilo orientalista andaluz La Confidencia fue subastada en 2011 en Sotheby's alcanzando un precio de venta de 132.750€. La ofrenda de la cosecha, una obra de gran formato, forma parte de la colección permanente del Museo de Málaga que se reinauguró en diciembre del año 2016. En el año 2020, cuatro de sus obras formaron parte de la exposición temporal Orientalismos del Instituto Valenciano de Arte Moderno.

### Museo
La construcción del Museo Cruz Herrera comenzó a planearse años antes de su fallecimiento para exponer una parte de su obra. En 1970 el ayuntamiento de La Línea se comprometió a abrir un museo municipal dedicado al pintor. Su inauguración se produjo el 6 de abril de 1975, construido en la céntrica Plaza de Fariñas. El museo alberga 257 pinturas realizadas por Cruz Herrera, organizadas en cuatro secciones "Primera época", "andaluz", "árabe" y "Antología".